# Rasmus Vestergaard Madsen
Rasmus Vestergaard Madsen (født 7. juni 1991) har under flere lejligheder været midlertidig stedfortræder i Folketinget for både Nikolaj Villumsen og senest Henning Hyllested som repræsentant for Enhedslisten i hhv. Østjyllands og Sydjyllands Storkreds. Han sad i Folketinget mellem den 1. januar 2021 - 8. juni 2021 i forbindelse med Hyllesteds kræftbehandling .
Ydermere har han været stedfortræder for Nikolaj Vilumsen 2 gange. Første gang mellem den 26. oktober 2015 - 6. november 2015 og anden gang mellem 6. september 2018 - 1, februar 2019
Rasmus er uddannnet økologisk landmand fra Kalø Økologisk Landbrugsskole og socialpædagog